# West Tilbury
West Tilbury is een plaats in het zuiden van het Engelse graafschap Essex. Het ligt op een plateau in het zicht van de rivier de Thames en maakt deel uit van het district Thurrock. Samen met East Tilbury staat het dorp vermeld in het Domesday Book van 1086 als "Tiliberia" of "Tilibiam". Het toenmalige landgoed telde een bevolking van 16 huishoudens en omvatte akkerland voor 6 "ploegen".